# Stickboy
Stickboy var ett rockband från Skellefteå som existerade mellan cirka 1995 och 1998. Bandet bestod i den mest kända sättningen av Olov Öhman (sång), Eric Lindqvist (gitarr), Johan Eriksson (gitarr), Fredrik Walfridsson (bas) och Andreas Lindqvist (trummor). 
Stickboy gav ut albumet Love + Care och singeln "Total Eclipse of the Heart", en cover på Bonnie Tyler, på skivbolaget A West Side Fabrication 1996.  
Vintern 1996–1997 låg de etta på programmet "Toppen" på ZTV i nio veckor i följd (av totalt elva) med "Total Eclipse of the Heart" innan de själva bad att få hoppa av eftersom de inte bara ville bli förknippade med en cover. Videon, av Pierre Wikberg, följde ett gäng skejtare från Skellefteå under en dag och fick därför ett visst genomslag i skejtkretsar.